# ヴィッカース 6トン戦車
ヴィッカース 6トン戦車（Vickers 6-ton tank, Six-tonner）は戦間期にイギリスのヴィッカース・アームストロング社が開発した軽戦車で、ヴィッカース Mark E（Mk. E）の名でも知られる。
イギリス陸軍には採用されず、海外輸出用として生産され、多くの国で戦車部隊の基礎となっただけでなく、いくつかの国では独自の発展型も生み出された。第二次世界大戦においても、なお数カ国では現役であった。

## 開発
1927年、カーデン＝ロイド・トラクター社は、歩兵支援用の軽戦車を開発することを提案し、1928年、ヴィッカース＝アームストロング社は、自主開発によって新しい戦車（Mk.E）を完成させた。
同年3月にヴィッカース・アームストロング社に買収され、移籍した、旧カーデン＝ロイド・トラクター社の戦車設計者である、サー・ジョン・カーデンとヴィヴィアン・ロイドを含む、設計チームによって開発されたものであった。
当時としては新機軸と言えるアイデアや機構を盛り込んだ設計であった。
サスペンションは特許を取得したボギー式のものであった。これは4個の小型転輪を1組としてリーフスプリングで懸架したボギー式転輪を配置するスタイルで、シンプルな機構ながら追従性は良好で、この後、多くの戦車がこれに倣った。ピッチの細かいマンガン鋼製の履帯は軽量ながら堅牢で、耐用走行距離は3000マイル（約4800 km）あった。車内通話装置を備え、後期には短波無線機も装備した。
当初から、機銃2丁装備の双砲塔型、砲と機銃を装備の単砲塔型の2種が想定されており、特に単砲塔型では、砲の右横に前方機銃が装備されていて、これも当時では新機軸であった。
また武装ほか装備も顧客の要望に従って変更可能というのもメーカー側のアピールポイントであった。
車体はリベット構造で、戦闘室前面、砲塔周囲で最大装甲厚13 mmが標準だったが、顧客の注文によっては17 mmまでの増厚も選択できた。名称は6トン戦車だったが、装備によって7 tから8 t程度の重量となるのが普通であった。
エンジンは、シドレー・ディージー社（Siddeley-Deasy Motor Car Company Limited）（シドレー・ディージー社は、1919年にアームストロング・ホイットワース社によって買収され、「アームストロング・シドレー社」となる。アームストロング・ホイットワース社は、1927年にヴィッカース社と合併して、「ヴィッカース・アームストロング社」となる）が、1917年に開発した、航空機用水冷直列6気筒ガソリンエンジン「シドレー・ピューマ」（Siddeley Puma、最高出力 265 hp/1500 rpm）を基に、空冷4気筒化し、出力を半分に落とした、「アームストロング・シドレー・ピューマ」（Armstrong Siddeley Puma）である。しかし空冷化の代償に過熱が問題となった。
イギリス陸軍には採用されなかったが、その後の10年間に、多くの国に輸出された。特に第一次世界大戦当時の旧式軽戦車であるルノーFT-17や、ビッカース・カーデン・ロイド豆戦車で戦車部隊の創設を始めた国が、次により本格的な戦車の装備を目指す際、更新機材として、6トン戦車は手頃な存在であった。
6トン戦車はソ連、日本、ギリシャ、ポーランド、ボリビア、タイ、フィンランド、ポルトガル、中国、ブルガリアに輸出され、そのうちソ連とポーランドではライセンス生産も行われて独自の発展型も生み出された。輸出先として中小国が多かったために、イギリス国内での生産台数はさほど多くなく、150輌余りと見られる。

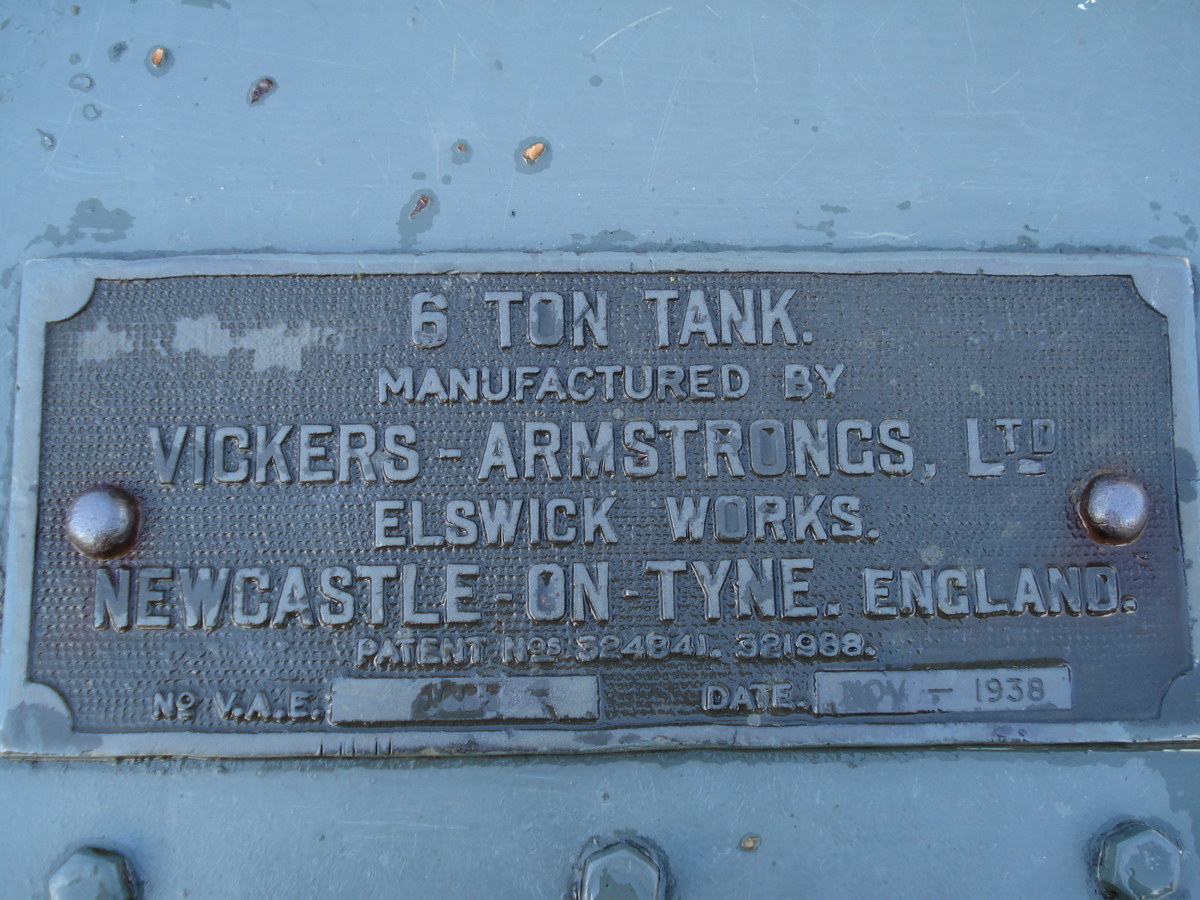
車体前部に付けられた銘板（フィンランド、パロラ戦車博物館、Ps.161-7号車）

なお「Mk. E」の呼称は、それ以前にヴィッカース・アームストロング社が作った輸出用の中戦車、「Mk. C」（日本の八九式中戦車の原型）、「Mk. D」に続く輸出用の呼称である。会社が戦車に取り付けた銘板を見ると、たとえば中華民国に輸出した車輌のには「LIGHT TANK Mk.E」と書かれている一方、フィンランドに輸出した車輌のものには「6 TON TANK」と記されており、もともと呼称はしっかり統一されていなかったか、あるいは途中で変わったらしいことがわかる。

## バリエーション

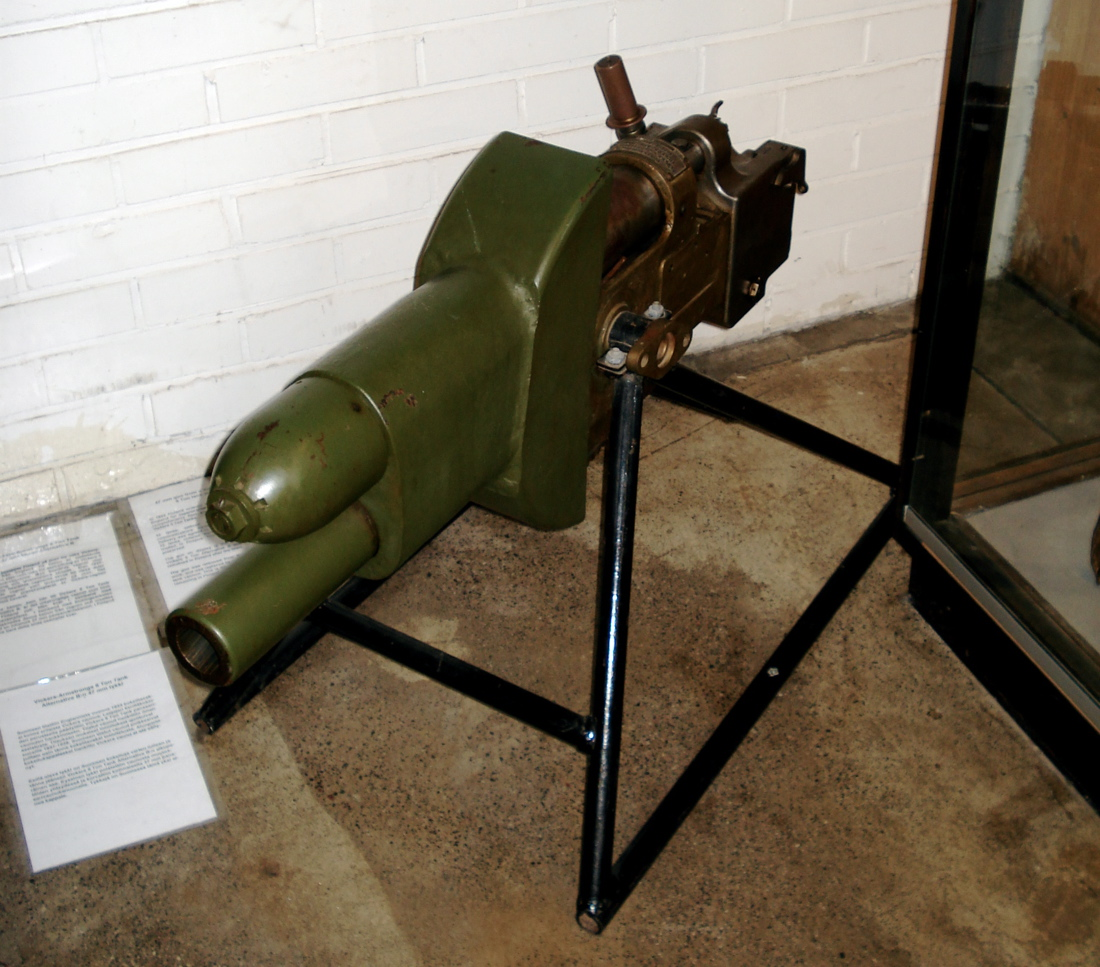
Type Bに搭載された短砲身の3ポンド（47 mm）戦車砲

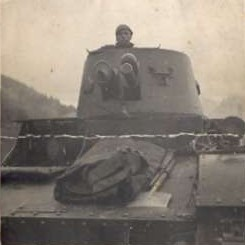
ポーランド軍所属のType B

ヴィッカース 6トン戦車 原型
生産型とは搭載エンジンが違い、背の高いエンジンルームを持っていた。操縦席部分の前方への張り出しもない。双砲塔型。
ヴィッカース 6トン戦車 Type A
双砲塔(銃塔)の機銃装備型。砲塔の形状、車体の細部には、輸出国のニーズに応じて多少の差異があった。オプションの無線機搭載型は、無線機が車体戦闘室内に納められるため、大きな外観上の違いはない。
ヴィッカース 6トン戦車 Type B

ヴィッカース・アームストロング社によって開発された、オードナンス QF 3ポンド（47 mm）戦車砲を標準武装とする単砲塔型。シンプルな円錐台形の砲塔は車体左側にオフセットされている。こちらも砲塔、車体の細部ディテールには、輸出国のニーズに応じて多少の差異がある。オプションで無線機付きもあり、この場合、砲塔後部にバスル（張出部）が増設されている。このバスル付き砲塔は、通常のタイプBの砲塔と構造がやや異なり、天井板と側板との接合部に換気用と思われるスリットが設けられている。
ヴィッカース Mk. F
馬力の強化、およびオリジナルのアームストロング・シドレー製空冷エンジンの過熱問題解決のため、ロールス・ロイス・ファントムII水冷6気筒エンジン 120 hpを搭載した発展型。単砲塔型。1934年に開発された。もともと空冷直列4気筒エンジンを横に寝かせて搭載していた、背の低い通常のMk. Eのエンジンルームには収まらず、戦闘室を後方に延長し、その戦闘室左側にエンジンを搭載した。このため、通常型のMk. Eでは戦闘室左側にあった砲塔は、右端やや後方に移されている。マフラーは左側に配置された。車体前部に大きなカバー付きの空気取り入れ口を持つ。FT-17の後継を求めていたベルギー陸軍に対し提案したが、試験の結果、戦闘室内が狭くて暑く、空気取り入れ口が標的となるので、採用を拒否された。イギリスの軍備拡充計画の開始で、ヴィッカース社がそちらに注力することになったため、試作のみに終わった。
ヴィッカース 6トン戦車 Type B（Mk. E 後期型）
正式な形式名はおそらくなく、便宜的に後期型とする。ヴィッカース・アームストロング社では、エンジン強化型の上記Mk. Fを開発したものの、顧客には従来のアームストロング・シドレー・エンジン搭載型が好まれた。ヴィッカース・アームストロング社はすでにMk. Fの生産準備を整えていたものと思われ、1930年代後半に納入された6トン戦車は、Mk. F規格の車体を持ったMk. Eとなった。なお、ブルガリア、タイに納入された型は砲塔が戦闘室左側に戻されているが、フィンランドに送られた型は右側にあり、戦闘室左には4人目の乗員の席がある。
ヴィッカース 中ドラゴン Mk.IV
ヴィッカース＝アームストロング社が軽戦車や中戦車の足回りを利用して各種製作した砲牽引車のひとつで、ヴィッカースMk.Eの足回りを持つ中ドラゴン Mk.IV（Medium Dragon Mk.IV）は1934年に作られた。ドラゴンの名は"drag-gun"（砲を牽引）に由来する。
2ポンド（40 mm）ポンポン砲搭載 対空自走砲
ヴィッカースMk.Eの足回りを流用した中ドラゴン Mk.IV 砲兵トラクターの、オープントップの車体のほぼ中央に、水冷の40 mmポンポン（pom-pom）砲を搭載した、改造車両。タイに26輌が輸出され、内5輌が現存している。

## 使用国

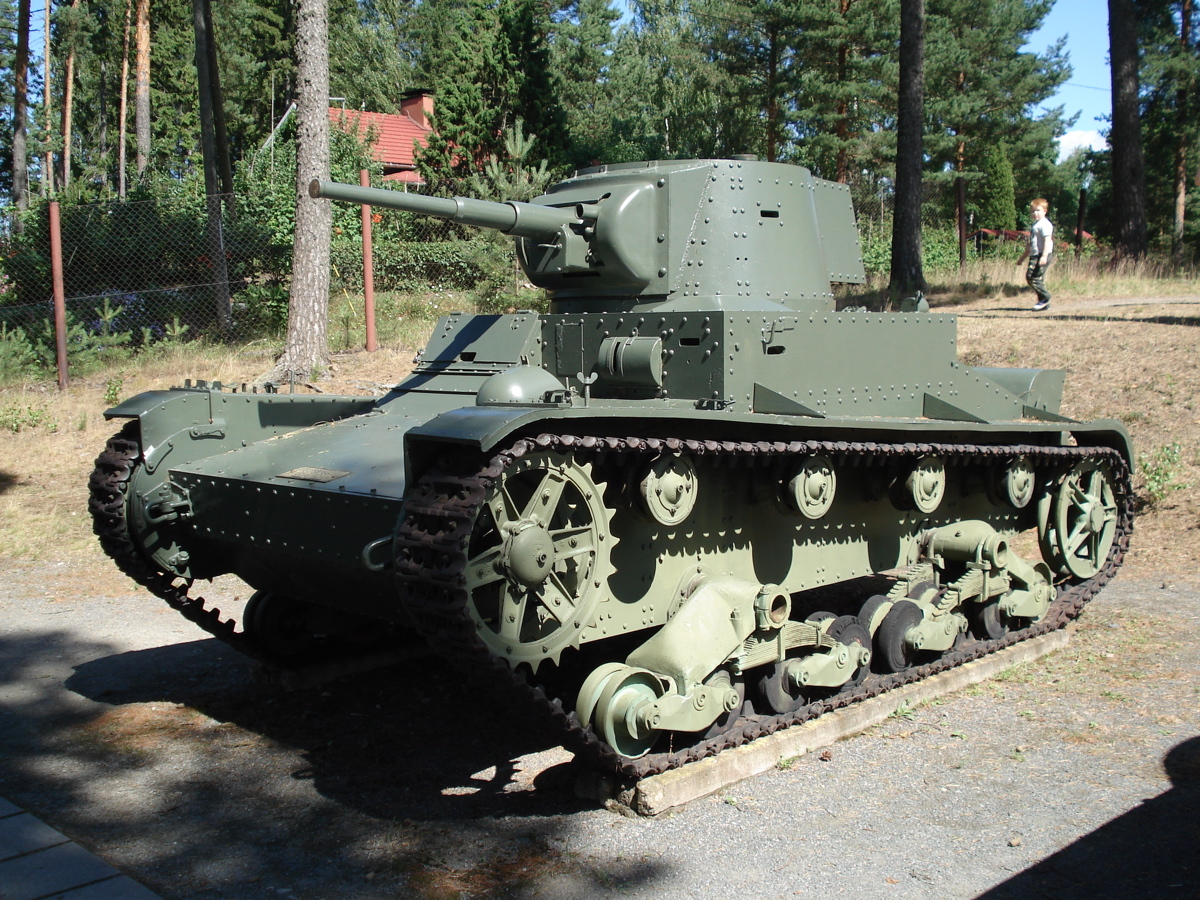
フィンランド軍の6トン戦車。ソ連製45mmに換装、T-26Eと呼ばれた改修型

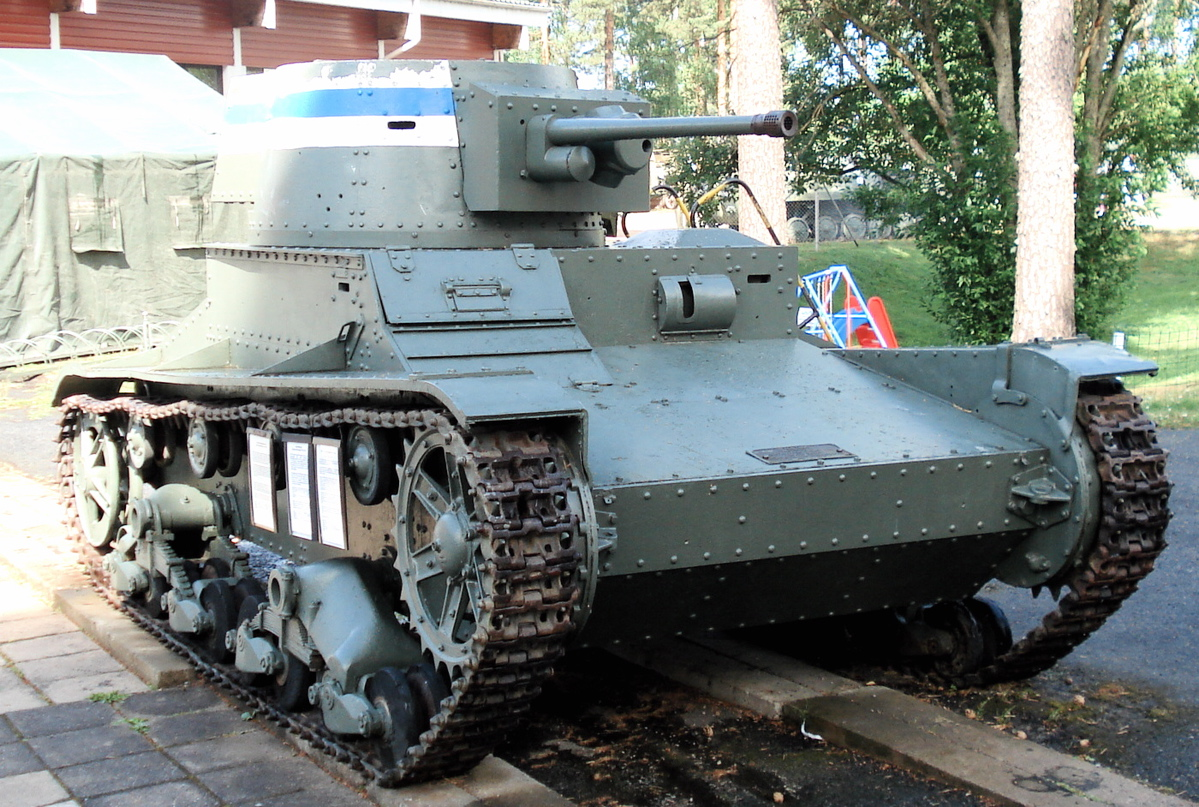
フィンランド軍の6トン戦車。ボフォース37mmを装備した冬戦争期の仕様

イタリア王国
1929年、評価用として、6トン戦車 Type B 単砲塔型を、豆戦車であるカーデン・ロイド Mk.V*とMk.VIとともに輸入。結果、Mk.VIがイタリア陸軍の次期主力戦車に選ばれる。6トン戦車の足回りは、後のM11/39中戦車・M13/40中戦車の足回りに影響を与えた。
 ソビエト連邦
1930年、15輌とライセンス権を入手。翌年から国産型のT-26の生産が始まり、独自の改良が取り入れられつつ、1940年まで1万輌を超える大量生産が行われた。
 アメリカ合衆国
入手経緯は不明だが、アメリカ陸軍が試験を行い、その成果を生かしてT1E4軽戦車を開発した。これが後のM1戦闘車やM2軽戦車に発展する。
 大日本帝国
1930年（昭和5年）に、研究用として、Type A 双砲塔型の無線機搭載型を1輌輸入。履帯と車載無線機の研究に用いられ、マンガン鋼製の履帯が以後の日本戦車の標準に採用された他、車体は九五式軽戦車開発の参考になった。後に1937年（昭和12年）に起こった第二次上海事変中の8月21日の上海公平路付近の戦闘において海軍特別陸戦隊安田部隊（呉第1特別陸戦隊、司令安田義達海軍中佐）が、国民革命軍が保有していた（後述）Type B 単砲塔型の無線機搭載型とその他、計3輌を鹵獲した（翌22日に自陣に曳行）。
日本ではビッカース軽戦車と呼称された。Type B 単砲塔型の無線機搭載型はビッカース無線戦車と呼称された。
 ギリシャ
1930年発注。双砲塔型、単砲塔型各1輌を評価用に輸入。
 ポーランド
1931年に50輌の購入契約を結ぶとともにライセンス生産権を入手。実際に入手したのは38輌で、すべて双砲塔型のType Aだったが、後に砲塔が追加購入されて、22輌がType B仕様に改修された。その後、A、Bともにエンジンの過熱を防ぐため、車体左右にまで張り出す大型のエアダクトが装着された。ライセンス生産型は7TPの名でザウラーVBLDdディーゼルエンジンを搭載、主生産型の単砲塔型はボフォース37 mm戦車砲を装備。
 ボリビア
1932年、双砲塔型、単砲塔型、計3輌を購入。1933年のパラグアイとのグラン・チャコ戦争に投入されたが、これは6トン戦車にとっての初の実戦だった。
 タイ
1932年、単砲塔型10輌を発注。1938年に12輌を追加発注（第2期分は、うち8輌のみ到着）。第2期分はMk. F規格の車体を持つ後期型。加えて、中ドラゴン Mk.IVベースの26輌のポンポン砲搭載対空自走砲も購入しており、1941年の仏領インドシナとの戦争に投入された。
 フィンランド

1930年代初頭、フィンランド陸軍は、34輌のFT-17とサン・シャモン M21 装輪装軌併用式戦車（装甲車）からなる装甲軍団を保有していた。1933年、フィンランドは評価試験用に、ヴィッカース Mk.VI* 豆戦車、ヴィッカース＝カーデン・ロイド軽戦車 1933年型（輸出用戦車）、そしてヴィッカース 6トン戦車 Mk.E 単砲塔型を各1輌ずつ入手、試験の結果、ヴィッカース 6トン戦車 Mk.E後期型 単砲塔型 32輌（1個大隊＝2個中隊＋大隊本部付き2輌からなる。1個中隊は15輌）を発注し（つまり評価試験用の1輌を合わせて計33輌）、これらは1936年7月から1939年1月にかけて納入の予定だったが、結局は開戦後までずれこんだ。評価試験用の1輌は標準型、後の32輌はMk. F規格の車体を持つ後期型で、砲塔は後部にバスルがあった。ただし、無線機搭載ではなく弾薬収納用に使われたらしい。評価試験用の1輌を除いては武装抜きで輸入され、フィンランドは別途スウェーデンにボフォース37 mm戦車砲を発注して装備した。ボフォースの到着まで、数輌はルノーFTのピュトー（プトー）37mm砲を仮に装着して訓練を行った。1939年-1940年の「冬戦争」では、改装と配備が間に合った13輌だけが、第4戦車中隊装備車として、1940年2月26日のホンカニエミの戦いに初投入された。冬戦争を生きのびた車両は、評価用の標準型1輌を含めて、ソ連から鹵獲した、修理不可能なT-26から取り外した、46口径45 mm戦車砲と同軸機銃と照準器を防盾ごと、砲塔前面に据え付ける改修を施され、T-26Eと名付けられた。これにより、武装の強化と、主力であるT-26との弾薬の統一による供給の合理化が、達成された。（標準型1輌を除く）T-26Eは、砲塔が車体左寄りである通常のT-26と異なり、Mk. F規格の車体なので、砲塔が車体右寄りである。これらは、鹵獲品のソ連製T-26（フィンランド陸軍の機甲戦力の主力）とともに、継続戦争で使われた。

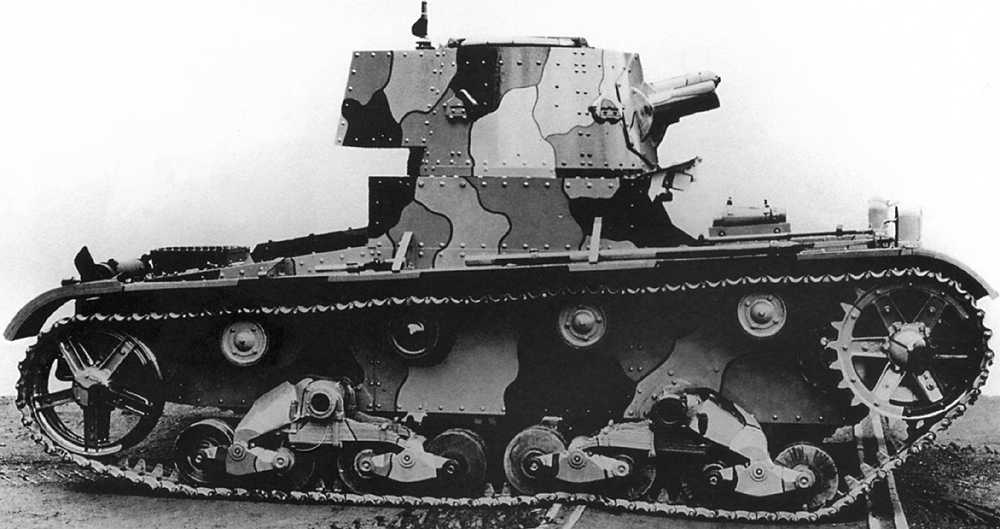
中華民国6噸B型指揮戦車

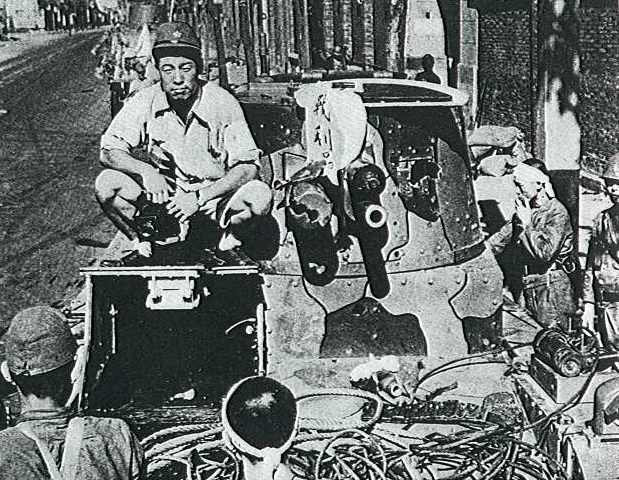
八月廿一日の夜、安田部隊は上海公平路付近で3台のタンクを生捕りにし廿二日に陸戦隊員によって我が陣地に曳行した。それに乗っての記念撮影。濱野嘉夫。ヴィッカース6噸B型指揮戦車

 ポルトガル
双砲塔型、単砲塔型各1輌を評価用に輸入。
 中華民国
1935年以降、20輌の標準車体の単砲塔型を購入。最初に到着した16輌は通常の単砲塔型、次の4輌は砲塔に張り出しを持つ無線機搭載型だった。第二次上海事変で市内の防衛戦に投入されて日本軍と戦火を交えた。この内の何輌かは不明だが、日本軍に鹵獲された。
 ブルガリア
1936年に単砲塔型8輌を購入（翌年到着）。Mk. F規格の車体を持つ後期型。訓練用にのみ使われた。
 スペイン
1937年、グラン・チャコ戦争時にパラグアイが鹵獲した1輌の単砲塔型を輸入したらしい。
 イギリス
正式採用はされなかったが、1938年にタイが発注した生産分から4輌を入手、訓練用に使用した。

## 登場作品
『World of Tanks』
中国軽戦車Vickers Mk. E Type Bとして登場。
『War Thunder』
スウェーデンツリー内のフィンランド所属車として、ヴィッカースMk.E TypeB（ボフォース37mm砲搭載）が登場、またプレミアム車両として冬戦争で鹵獲したT-26の防盾を搭載したT-26Eが登場する。